# Stazione di Vado Ligure Zona Industriale
Stazione di Vado Ligure Zona Industriale vasútállomás Olaszországban, Vado Ligure településen.

## Vasútvonalak
Az állomást az alábbi vasútvonalak érintik:
- Genova–Ventimiglia-vasútvonal

## Kapcsolódó állomások
A vasútállomáshoz az alábbi állomások vannak a legközelebb:
- Stazione di Savona Parco Doria
- Bergeggi railway station